# Суматранская выдра
Суматранская выдра, или же волосатая выдра (лат. Lutra sumatrana) — хищное млекопитающее семейства куньих, обитающее в Юго-Восточной Азии.

## Описание
У суматранской выдры короткий коричневый мех, становящийся ближе к брюху бледнее. Ринарий покрыт короткими волосками. Верхняя губа и подбородок беловатые. У этих выдр длинное тело, тонкий хвост и перепончатые лапы с выступающими когтями. Длина животного может быть около 1,3 метра, длина хвоста от 35 до 50,9 см, а вес от 5 до 8 кг. Череп выдры более плоский, в отличие от гладкошерстной выдры, а зубы меньше.
Суматранская выдра — наименее известная из азиатских выдр, и её труднее всего идентифицировать в полевых условиях. Она во многом схожа с речной выдрой (Lutra lutra).

## Распространение
Область распространения вида охватывает страны Юго-Восточной Азии и точно до сих пор не определена. Выдра обитает в Таиланде, Камбодже, Вьетнаме, Малайзии, Брунее, на Суматре и на севере Борнео. Населяет суматранская выдра болотистые леса, низовья рек, водно-болотные угодья, мангровые леса и горные ручьи.
Выдра встречается в Юго-Восточной Азии от южного Таиланда, Камбоджи, южного Вьетнама и полуостровной Малайзии до Суматры и Борнео. Однако уже вымерла в Индии, Сингапуре, Мьянме, а также, возможно, в Брунее.
В Таиланде суматранская выдра была зарегистрирована в торфяном болотистом лесу Пру Тоа Даенг и в районах вокруг реки Банг Нара. В основном она населяет затопленные леса с кульминационной растительностью на трех уровнях: зона первичных лесов, на вторичных лесов, состоящая из Melaleuca cajuputi, и третья зона лугов. Эти ярусы затрудняют проникновение в среду обитания, обеспечивая защиту от человека и укрытие от хищников. Среда обитания в реке Банг Нара, где были обнаружены сообщества, является приливной. Два заповедника во Вьетнаме представляют собой торфо-болотные леса, окружённые Melaleuca cajuputi высотой 15 метров, покрыты густыми лианами, такими как Stenochlaena palustris в основной зоне, и вторую зону лугов, состоящую из болотницы сладкой. В этих двух вьетнамских заповедниках есть множество каналов и плавающих водных растений, таких как Pontederia crassipes, Pistia stratiotes, Salvinia cucullata и ипомея водная, на которых можно охотиться и играть, а окружающие рисовые поля служат третьей зоной.
В Камбодже она была зарегистрирована в затопленном лесу вокруг озера Тонлесап.
Во Вьетнаме она была замечена и зафиксирована фотоловушками в национальном парке У Минь Тхыонг в 2000 году, где также были обнаружены выдры с рыбьей чешуей и останками крабов. В 2008 году её зарегистрировали в национальном парке У Минь Ха.
На Суматре в 2005 году на дороге у реки Муси была убита суматранская выдра.
Исторические записи в Сабахе датируются концом XIX века. В 2010 году ещё одна особь была впервые зафиксирована фото-ловушкой в лесном заповеднике Дерамакот. В 2016 году несколько особей были замечены в заповеднике Табин.

## Питание
Питание выдры в болотистой лесистой местности на юге Таиланда в основном состоит из рыбы на 85,5%. Остальная добыча — это водные змеи, ящерицы, водные черепахи, млекопитающие и насекомые. В её рацион также входят рыбы, такие как широкоголовый сом змееголов, а также водяные змеи, моллюски и ракообразные. В засушливый сезон особи добывают пищу в каналах и прудах.
Суматранская выдра — самая редкая выдра в Азии, находящаяся на грани исчезновения в северных частях своего ареала и имеющая неопределенный статус в некоторых местах. Осталось лишь несколько жизнеспособных популяций, широко разбросанных по региону. Этот вид находится под угрозой исчезновения из-за потери среды обитания в низинных водно-болотных угодьях, охоты на мех и мясо, а также случайной гибели во время рыбалки.

## Размножение
Период беременности длится примерно 2 месяца. В дельте Меконга потомство появляется на свет в ноябре и декабре, в Камбодже — в период с ноября по март.
Суматранская выдра встречается в прибрежных районах и на крупных внутренних реках поодиночке или группами до четырёх особей.
Спаривание самца и самки может быть ограничено периодом размножения. Контактная связь между выдрами представляет собой односложное чириканье. Самки призывают своих детенышей отрывистым бормотанием. О способах размножения суматранской выдры известно немного.
Семью, состоящую из обоих родителей и детенышей, видели в период с декабря по февраль.
Собирательство является основным методом добывания пищи из-за увеличения вариаций муссонных моделей в последние годы из-за глобального изменения климата.
В июне 2008 года Группа быстрого спасения дикой природы под руководством Wildlife Alliance получила в дар суматранскую выдру, пойманную недалеко от Тонлесапа. Работая с Международным обществом сохранения природы, они создали безопасный приют для спасенной выдры Центре спасения дикой природы Пном Тамао, но особь, которая на протяжении всей своей жизни в приюте часто болела, умерла по неизвестным причинам в феврале 2010 года. Центр спасения дикой природы Пном Тамао спас ещё одну суматранскую выдру в июле 2010 года и надеется, что она станет частью будущей программы разведения в неволе. В настоящее время это единственная известная суматранская выдра, содержащаяся в неволе.